# Michel Gomes
Michel de Souza Gomes (Rio de Janeiro, 4 de fevereiro de 1989) é um ator brasileiro.

## Biografia
Nascido no bairro Padre Miguel da Zona Oeste do Rio de Janeiro, Michel teve o primeiro contato com o teatro na TVV – Talentos da Vila Vintém, companhia teatral fundada há quase 14 anos. "Infelizmente, muitas pessoas que moram em comunidades são invisíveis para a sociedade", lamenta, que entrou para o grupo aos dez anos de idade e permanece nele até hoje. "A companhia é o meu lugar, foi lá onde tudo começou", argumenta.
Michel estreou no cinema no filme Cidade de Deus (2002), interpretando Bené, parceiro de crimes de Zé Pequeno na infância. No entanto, o ator só ganhou reconhecimento ao protagonizar o filme Última Parada 174 (2008), baseado na história real de Sandro Barbosa do Nascimento, menino carioca de rua que havia sobrevivido à Chacina da Candelária e, em junho de 2000, sequestrou um ônibus. O filme foi escolhido para representar o Brasil na disputa por uma indicação ao Oscar de melhor filme estrangeiro em 2009, sem sucesso.
Em 2009, Michel fez uma participação na série de televisão Força-Tarefa, como o personagem Hulk. No mesmo ano, faria sua estreia nas telenovelas em Viver a Vida. Na trama ele interpretou Paulo, o estudioso irmão da protagonista Helena (Taís Araújo) e que envolveu-se com a ardilosa Soraya (Nanda Costa). Entre março de 2011 e outubro de 2012, Michel obteve destaque ao interpretar o estudante João Alves na telenovela Rebelde, exibida pela RecordTV.

## Filmografia

### Televisão
| Ano     | Título                      | Personagem                              | Notas                         |
| ------- | --------------------------- | --------------------------------------- | ----------------------------- |
| 2000    | Brava Gente                 | Garoto #3                               | Episódio: "Palace II"         |
| 2002    | Cidade dos Homens           | Amigo de Babão                          | Episódio: "O Cunhado do Cara" |
| 2009    | Força-Tarefa                | Hulk                                    | Episódio: "Fogo Cerrado"      |
| 2007    | Cidade Dos Homens           | Fininho                                 |                               |
| 2008    | Chamas da Vida              | Chumbinho                               |                               |
| 2009    | Viver a Vida                | Paulo Toledo Vicenzo                    |                               |
| 2011–12 | Rebelde                     | João Alves                              |                               |
| 2013    | Joia Rara                   | Curió                                   | Episódio: "16 de setembro"    |
| 2014    | Sexo e as Negas             | José Francisco de Deus (Pindoba)        |                               |
| 2016–18 | 3%                          | Fernando Carvalho                       | Temporadas 1–2                |
| 2021    | Nos Tempos do Imperador     | Jorge da Silva Rocha / Samuel dos Anjos |                               |
| 2023    | Betinho - No Fio da Navalha | Átila Roque                             | Globoplay                     |

### Cinema
| Ano  | Título                         | Personagem                   | Notas          |
| ---- | ------------------------------ | ---------------------------- | -------------- |
| 2002 | Cidade de Deus                 | Bené (jovem)                 |                |
| 2005 | Apneia                         | Guilherme                    | Curta-metragem |
| 2008 | Última Parada 174              | Sandro Barbosa do Nascimento |                |
| 2009 | Salve Geral                    | Xizão                        |                |
| 2015 | Cidade de Deus: 10 Anos Depois | Ele mesmo                    |                |
| 2016 | Au nom de ma fille             | O Empreendedor               |                |
| 2016 | Através da Sombra              | Tiago                        |                |
| 2021 | O Novelo                       | Cicinho                      |                |

## Prêmios e indicações
| Ano  | Prêmio                 | Categoria             | Indicação               | Resultado | Ref.  |
| ---- | ---------------------- | --------------------- | ----------------------- | --------- | ----- |
| 2011 | Troféu Raça Negra      | Melhor Ator           | Rebelde                 | Indicado  | [ 6 ] |
| 2021 | Melhores do Ano - RD1  | Melhor Ator           | Nos Tempos do Imperador | Indicado  | [ 7 ] |
| 2021 | Prêmio F5              | Melhor Ator de Novela | Nos Tempos do Imperador | Indicado  | [ 8 ] |
| 2021 | Prêmio Contigo! Online | Revelação da TV       | Nos Tempos do Imperador | Indicado  |       |